# Willem II van Citters
Willem II van Citters (ur. 25 maja 1723 w Middelburgu, zm. 17 sierpnia 1802) – polityk holenderski. Sekretarz stadhoudera, komisarz Kompanii Wschodnioindyjskiej VOC. Wielki pensjonariusz Zelandii od 15 grudnia 1760 do 26 maja 1766 roku. 
Jego ojcem był Willem I van Citters. Willem II van Citters i Wilhelm IV Orański byli ze sobą skłóceni, więc żeby nie pogarszać sytuacji Willem II van Citters zrezygnował w 1767 roku z przewodniczenia szlachcie prowincji Zelandia.
Gdy w 1787 Niderlandy pogrążyły się w chaosie i wschodnia część znajdowała się pod kontrolą oranżystów, a zachodnia "patriotów", Willem II van Citters i Willem Aernout van Citters (1741–1811), wnuk Willema I van Cittersa i bratanek Willema II van Cittersa przekonali (z pomocą brytyjskich pieniędzy), by reszta przedstawicieli prowincji Zelandia poparła Wilhelma V Orańskiego.